# Instituto Akatu
O Instituto Akatu é uma organização não governamental sem fins lucrativos que trabalha pela conscientização e mobilização da sociedade para o consumo responsável.

## O significado
A palavra Akatu vem do tupi e significa, ao mesmo tempo, semente boa e mundo melhor. É o que o Instituto Akatu propõe: que os consumidores se tornem sementes boas para a construção de um mundo mais sustentável. Representa a convicção de que um mundo melhor está contido nos gestos cotidianos de cada pessoa.

## A missão
É defender o ato de consumo consciente como um instrumento fundamental de transformação do mundo, já que qualquer consumidor pode contribuir para a sustentabilidade da vida no planeta por meio da aquisição de produtos e serviços que sejam socialmente justos, economicamente viáveis e ecologicamente limpos. Para que o consumo consciente seja possível, o Akatu mobiliza as pessoas por meio da sensibilização educadora, mostrando que o consumidor tem no ato da compra um instrumento de construção da sustentabilidade da vida no planeta.

## O trabalho
O Akatu foca suas atividades na mudança de comportamento do consumidor. Para isso, o Instituto desenvolve ações em duas frentes de atuação: Educação e Comunicação. Dentro desse foco, a estrutura de trabalho gira em torno de uma base conceitual que consiste no desenvolvimento de conteúdos, pedagogias, pesquisas, métricas, jogos, dinâmicas e metodologias. Todo o conteúdo resultante fornece subsídios a todas as atividades do Instituto Akatu realizadas em seis áreas: Site, empresas disseminadoras, publicidade, meios de comunicação (mídia); comunidades em geral; e instituições educacionais.
O trabalho de Comunicação é realizado por meio da internet, de empresas
disseminadoras, da publicidade e da mídia, no sentido de divulgar o conceito e as práticas do consumo consciente. A mídia é uma das grandes aliadas na difusão do consumo consciente. O Akatu busca continuamente estreitar os laços e estabelecer parcerias com os meios de comunicação para que usem sua credibilidade para informar, educar e despertar a consciência dos indivíduos, por meio de entrevistas, artigos e reportagens sobre o consumo consciente.
Além do espaço editorial, o Akatu divulga o consumo consciente por meio da publicidade, com o objetivo de atingir os consumidores em larga escala. Durante os anos de 2005 e 2006, isso foi realizado principalmente pelo Movimento CUIDE, uma campanha publicitária veiculada na mídia impressa e eletrônica, em que é usada uma linguagem simples e objetiva para fazer chegar aos consumidores mensagens mobilizadoras de consumo consciente.
O consumo consciente também atinge o público por meio do trabalho de empresas disseminadoras, que atuam como parceiros do Akatu na divulgação da causa entre seus funcionários, fornecedores e clientes.
O trabalho de educação é desenvolvido pelo Akatu junto a comunidades, a funcionários de empresas e a instituições de ensino. Este trabalho é realizado por meio de palestras de sensibilização, da capacitação de formadores de opinião para serem multiplicadores do consumo consciente e da sistematização dos conteúdos, materiais, metodologias e processos utilizados de modo a levar este trabalho a uma larga escala.

## O consumidor consciente
O Akatu entende o consumo não só como ato pontual, mas como processo, que começa com o consumidor antes da compra e termina após o descarte do produto. As questões que o consumidor consciente deve se fazer antes de comprar são: Por que comprar? De quem comprar? O que comprar? Como comprar? Como usar? Como descartar? Quem responde a estas perguntas tende reduzir os seus impactos negativos e potencializar as forças que vão ao encontro de uma sociedade sustentável.

## Por que consumir consciente?
A humanidade já consome 25% a mais de recursos naturais do que a capacidade de renovação da Terra. Se os padrões de consumo e produção se mantiverem no atual patamar, em menos de 50 anos serão necessários dois planetas Terra para atender nossas necessidades de água, energia e alimentos. Esta situação já é refletida, por exemplo, no acesso irregular à água de boa qualidade em várias partes do mundo, na poluição dos centros urbanos e no aquecimento global.
Não é preciso dizer que esta situação pode dificultar a vida no planeta, inclusive da própria humanidade. A melhor maneira de mudar isso é a partir das escolhas de consumo.
O impacto das escolhas de consumo determina as características do mundo em que vivemos. Ao decidir sobre as seis dimensões do consumo – porque comprar, o que comprar, como comprar, de quem comprar, como usar e como descartar o que não serve mais – o consumidor está “votando” no mundo em que quer viver. Ao consumir, as pessoas podem usar seu poder de escolha para maximizar os impactos positivos e minimizar os negativos.